# Abraham J. Baum

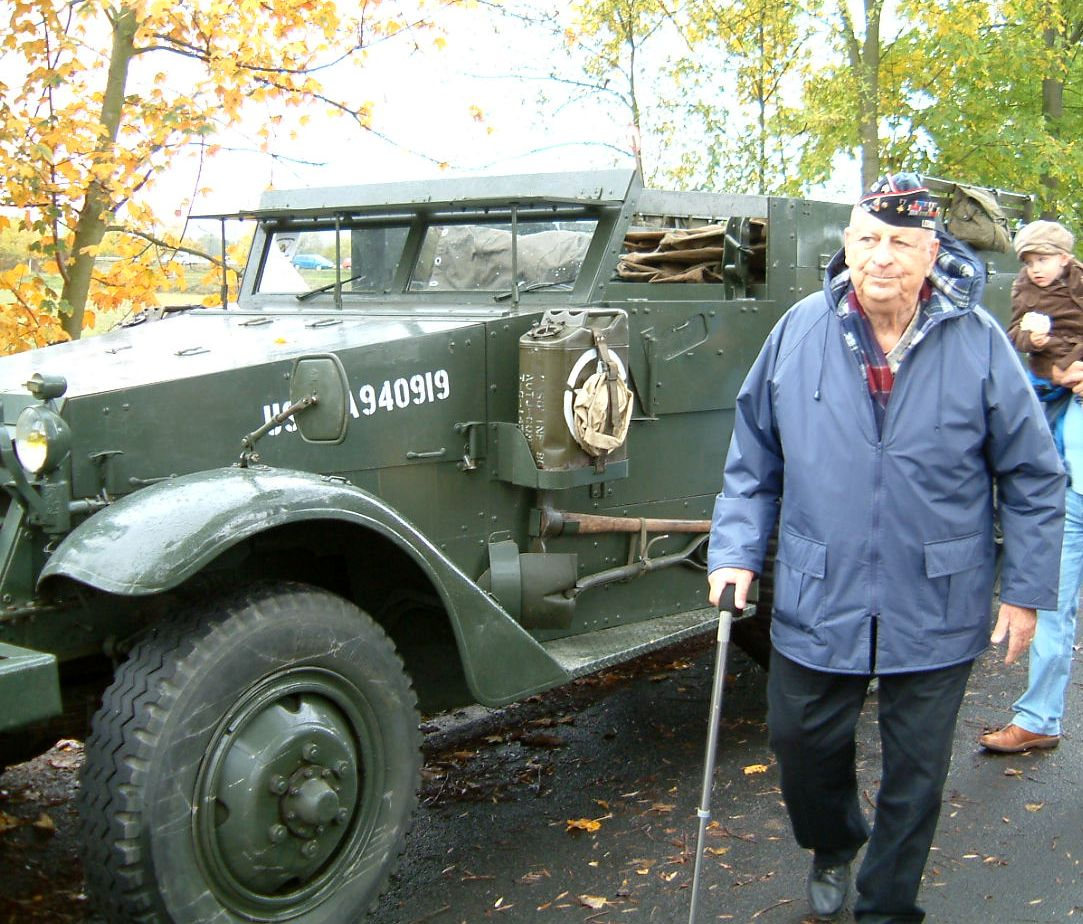
Abraham Baum bei einem Besuch in Hammelburg, Bayern, im Oktober 2005

Abraham Jasper „Abe“ Baum (* 29. März 1921 in Bronx; New York City; N.Y.; † 3. März 2013 in Rancho Bernardo, Kalifornien, USA) war ein US-amerikanischer Offizier im Rang eines Majors der 3. US-Armee im Zweiten Weltkrieg. Er wurde vor allem durch das Kommandounternehmen Hammelburg bekannt.

## Leben
Abraham Baum wurde nach Abschluss des War College im November 1942 Offizier der 4. US-Panzerdivision der 3. Armee. Er nahm an allen fünf Feldzügen seiner Division in Europa teil. Die Operation Hammelburg fand am 26. März 1945 auf Befehl von General Patton (Befehlshaber der 3. Armee) statt, angeblich um dessen Schwiegersohn John K. Waters aus der Kriegsgefangenschaft zu befreien. Sie endete mit einem totalen Desaster, Baum wurde schwer verwundet und gefangen genommen.
Nach seiner Befreiung aus deutscher Kriegsgefangenschaft rekrutierte Baum in den USA zwischen 1947 und 1949 Freiwillige für die Machal, die Internationale Brigade Israels im dortigen  Unabhängigkeitskrieg. Auf Baums Rat stellte Mosche Dajan die israelische Yiftah-Panzerbrigade auf, die unter dem Kommando des jungen, damals 26 Jahre alten Jitzchak Rabin kurz danach Lod mit dem größten Flughafen des damaligen Mandatsgebiets Palästina eroberte (heute Ben Gurion International Airport). Baum beriet auch den späteren Jerusalemer Bürgermeister Teddy Kollek während des Unabhängigkeitskrieges.
Baum wurde 2013 im Arlington National Cemetery, Washington DC, mit militärischen Ehren beigesetzt.

## Auszeichnungen
Siehe auch „Traces of War“ (Weblinks)
Auswahl der Dekorationen, sortiert in Anlehnung der Order of Precedence of Military Awards:
- Distinguished Service Cross
- Silver Star (2 ×)
- Bronze Star
- Purple Heart
- Combat Infantryman Badge

## Werke
- Richard Baron, Abe Baum, Richard Goldhurst: Kommandounternehmen Hammelburg 1945 – General Patton’s verlorener Sieg. Universitas Verlag, München 1985, ISBN 978-3-548-33082-2.